# Xã Lamotte, Quận Crawford, Illinois
Xã Lamotte (tiếng Anh: Lamotte Township) là một xã thuộc quận Crawford, tiểu bang Illinois, Hoa Kỳ. Năm 2010, dân số của xã này là 2.046 người.